# 奥纳尼
奥纳尼（義大利語：Onanì），是意大利撒丁大区努奥罗省的一个市镇。总面积71.55平方公里，人口426人，人口密度6.0人/平方公里（2009年）。ISTAT代码为091058。